# Hedysarum fallacinum
Hedysarum fallacinum är en ärtväxtart som beskrevs av Karl Heinz Rechinger och Paul Aellen. Hedysarum fallacinum ingår i släktet buskväpplingar, och familjen ärtväxter. Inga underarter finns listade i Catalogue of Life.